# Apocephalus secus
Apocephalus secus är en tvåvingeart som beskrevs av Brown 2000. Apocephalus secus ingår i släktet Apocephalus och familjen puckelflugor. Inga underarter finns listade i Catalogue of Life.